# Élections législatives slovènes de 2018
Les élections législatives slovènes de 2018 (en slovène : Državnozborske volitve v Sloveniji 2018) se tiennent le dimanche 3 juin 2018, afin d'élire les 90 députés de la 8e législature de l'Assemblée nationale pour un mandat de quatre ans.
Le scrutin, qui ne dégage pas de majorité parlementaire claire, se tient alors que le président du gouvernement Miro Cerar a démissionné trois mois plus tôt, après que la Cour constitutionnelle a annulé un référendum sur un projet d'infrastructure qu'il soutenait.
Dans l'opposition depuis cinq ans, le Parti démocratique slovène (SDS) de Janez Janša l'emporte après une campagne axée sur la question migratoire. Parmi les nombreux partis du centre et du centre gauche, la Liste de Marjan Šarec (LMŠ) tire son épingle du jeu alors que le Parti du centre moderne (SMC) de Miro Cerar perd les deux tiers de ses voix.
Marjan Šarec parvient à mettre en place en trois mois un gouvernement minoritaire de coalition entre cinq partis, qui bénéficie du soutien sans participation de La Gauche.

## Contexte

### Accession au pouvoir de Miro Cerar
Lors des élections législatives de 2014, le Parti de Miro Cerar (SMC) — fondé peu avant par le juriste novice en politique Miro Cerar, des universitaires et des entrepreneurs — vire en tête avec plus de 34 % des voix. Il devance de 14 points le Parti démocratique slovène (SDS), dont le président Janez Janša est emprisonné pour corruption.
Cerar accède effectivement au pouvoir environ deux mois après le scrutin, le 19 septembre. Il forme à cet effet un gouvernement de coalition de centre gauche entre le SMC, le Parti démocrate des retraités slovènes (DeSUS) et les Sociaux-démocrates (SD).

### Référendum crucial et présidentielle serrée
Le 24 septembre 2017, un référendum d'initiative populaire est convoqué par le collectif « Les citoyens ne doivent pas payer » sur un projet d'infrastructure majeure, soutenu par le gouvernement : la construction d'une voie ferrée de 27 km entre la ville de Divača et le port commercial de Koper, pour un montant total d'un milliard d'euros. Le résultat donne le « Oui » vainqueur à plus de 53 % des suffrages exprimés.
Environ un mois plus tard se tient l'élection présidentielle. Le président de la République sortant Borut Pahor, soutenu par les Sociaux-démocrates, se place en tête du premier tour avec 47 % des suffrages exprimés, mais échoue à l'emporter faute d'une participation suffisante, l'abstention s'élevant à 53 %. Si la candidate du SMC ne reçoit que 1,7 % des suffrages, Pahor se trouve opposé au second tour à Marjan Šarec, un ancien comédien devenu élu local dont la campagne a été basée sur le rejet des élites et qui recueille 25 %. Pahor est réélu avec une avance relativement courte lors du second tour le 12 novembre, obtenant 53,1 % tandis que l'abstention atteint les 60 %.

### Désaveu et démission de Cerar
Miro Cerar annonce le 14 mars 2018 qu'il démissionne de ses fonctions. Quelques heures plus tôt, la Cour constitutionnelle avait annulé le référendum de 2017, arguant que le gouvernement avait manqué à son devoir de neutralité en soutenant le vote en faveur du « Oui ». Le président du gouvernement juge que « les forces du passé ne nous permettent pas de travailler pour les générations futures » et dénonce le fait que « les partenaires de la coalition se sont efforcés de saper certains projets ». Ce départ intervient dans un contexte de tensions sociales et alors que le Parti du centre moderne est donné très bas dans les sondages.
Concernant la possibilité de convoquer des élections anticipées, Cerar laisse ce choix entre les mains du président de la République. Le lendemain, le chef de l'État annonce que les élections législatives prévues au mois de juin se dérouleraient dans la seconde quinzaine du mois de mai. Il indique finalement le 14 avril qu'il prononce la dissolution de l'Assemblée nationale et convoque le scrutin pour le 3 juin, le gouvernement Cerar assurant l'expédition des affaires courantes.
Un nouveau référendum sur le projet de voie ferrée est organisé le 13 mai, et voit le « Non » l'emporter d'une très courte tête avec 50,1 % des suffrages exprimés, mais ce résultat n'est pas validé puisqu'il ne représente que 7 % des inscrits, loin des 20 % exigés.

## Mode de scrutin

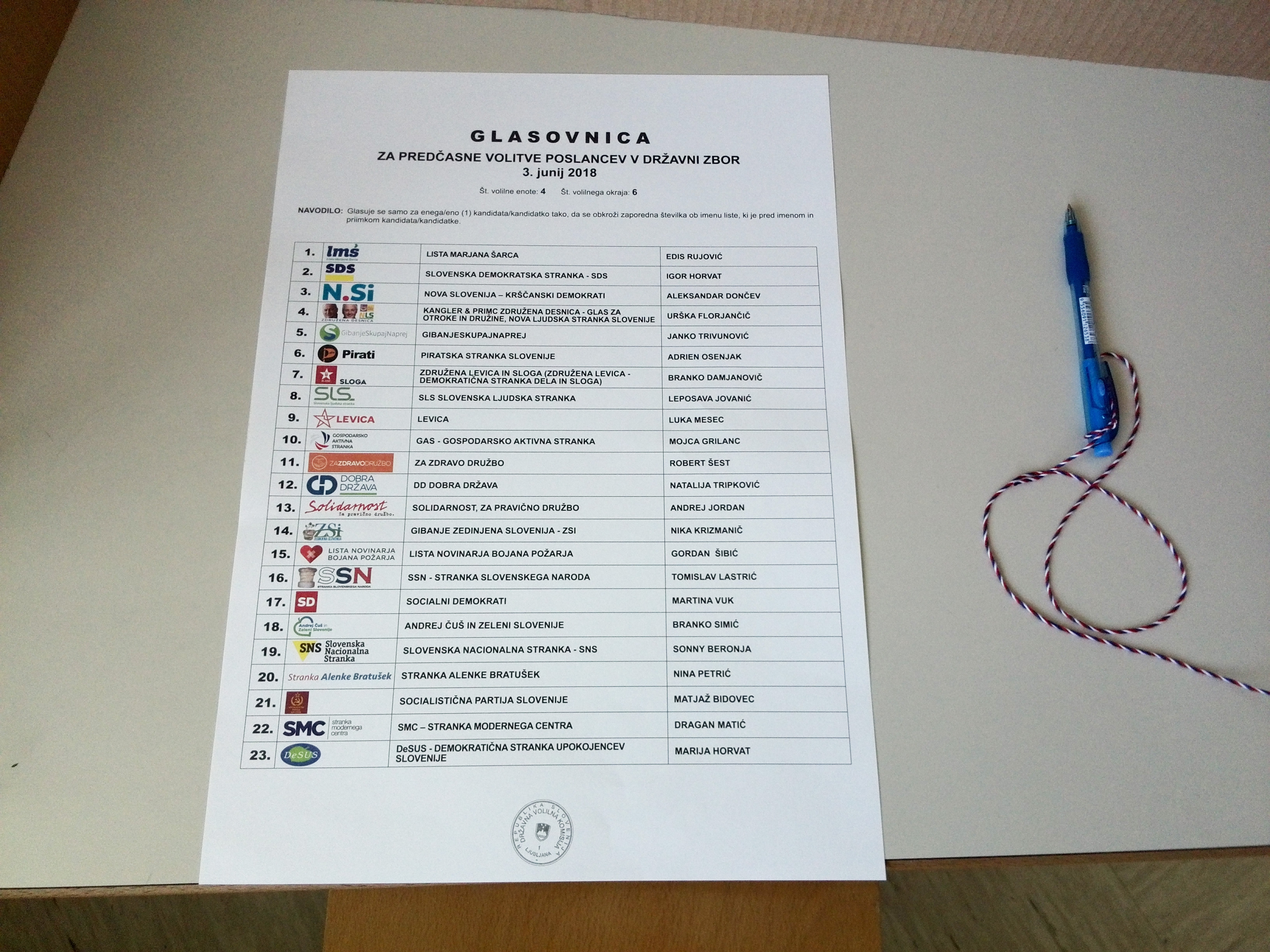
Exemple de bulletin de vote.

L'Assemblée nationale (Državni zbor) est la chambre basse du Parlement bicaméral de la Slovénie. Elle est composée de 90 députés élus pour quatre ans dont 88 au scrutin proportionnel plurinominal de liste avec vote préférentiel et seuil électoral de 4 % dans huit circonscriptions de 11 sièges. Après décompte des voix, les sièges sont répartis dans chaque circonscription sur la base du quotient de Droop, puis au niveau national pour les sièges restants selon la méthode d'Hondt. Pour chaque liste, les mandats sont attribués en fonction du nombre de votes préférentiels obtenus par les candidats.
Les deux autres sièges sont réservés aux minorités italiennes et hongroises à raison d'un député chacune, élus en un seul tour à l'aide d'un système de vote pondéré : la méthode Borda. Les électeurs concernés classent les candidats sur le bulletin de vote en leur attribuant des chiffres en partant de 1 pour leur candidat favori. Le candidat classé en premier reçoit autant de voix que de candidats dans la liste, celui classé deuxième une de moins, et ainsi de suite. Le candidat ayant recueilli le plus de voix est déclaré élu. Les slovènes votant pour les représentants des minorités peuvent aussi participer à l'élection des 88 autres sièges.
La loi électorale impose que chaque liste présente au moins 35 % de candidats de l'un et l'autre sexe. Les listes ne comportant que trois noms doivent ainsi compter au moins un homme et une femme.

## Campagne
La période de campagne officielle débute le 4 mai. Le Parti démocratique slovène (SDS) axe sa campagne sur la question migratoire. Le pays avait en effet été traversé par près d'un demi-million de clandestins en transit vers le nord et l'ouest de l'Europe en 2015 et 2016 lors de la crise migratoire. L'importance du flux avait alors mené les autorités à construire une clôture de 200 kilomètres de long à la frontière avec la Croatie.

### Par circonscription

### Principales forces politiques
| Parti | Parti                                                                                     | Idéologie                                                            | Chef de file                                    | Résultat en 2014          |
| ----- | ----------------------------------------------------------------------------------------- | -------------------------------------------------------------------- | ----------------------------------------------- | ------------------------- |
|       | Parti du centre moderne Stranka modernega centra (SMC)                                    | Centre gauche Libéralisme, social-libéralisme                        | Miro Cerar (Président du gouvernement)          | 34,5 % des voix 36 sièges |
|       | Parti démocratique slovène Slovenska demokratska stranka (SDS)                            | Centre droit à droite Libéral-conservatisme, populisme de droite     | Janez Janša                                     | 20,7 % des voix 21 sièges |
|       | Parti démocrate des retraités slovènes Demokratična stranka upokojencev Slovenije (DeSUS) | Centre Social-libéralisme, défense des retraités                     | Karl Erjavec (Ministre des Affaires étrangères) | 7,0 % des voix 6 sièges   |
|       | Sociaux-démocrates Socialni demokrati (SD)                                                | Centre gauche Social-démocratie, progressisme                        | Dejan Židan (Ministre de l'Agriculture)         | 6,0 % des voix 6 sièges   |
|       | La Gauche Levica                                                                          | Gauche Socialisme démocratique, écosocialisme, anticapitalisme       | Luka Mesec                                      | 6,0 % des voix 6 sièges   |
|       | Nouvelle Slovénie – Chrétiens-démocrates Nova Slovenija – Krščanski demokrati (NSi)       | Centre droit Démocratie chrétienne, conservatisme                    | Matej Tonin (sl)                                | 5,6 % des voix 5 sièges   |
|       | Parti d'Alenka Bratušek Stranka Alenke Bratušek (SAB)                                     | Centre gauche Libéralisme, social-libéralisme                        | Alenka Bratušek                                 | 4,4 % des voix 4 sièges   |
|       | Parti populaire slovène Slovenska ljudska stranka (SLS)                                   | Centre droit Conservatisme, démocratie chrétienne                    | Marko Zidanšek                                  | 3,9 % des voix 0 siège    |
|       | Parti national slovène Slovenska nacionalna stranka (SNS)                                 | Droite à extrême droite Nationalisme, conservatisme, euroscepticisme | Zmago Jelinčič Plemeniti (sl)                   | 2,2 % des voix 0 siège    |
|       | Liste de Marjan Šarec Lista Marjana Šarca (LMŠ)                                           | Centre gauche Attrape-tout, populisme, social-libéralisme            | Marjan Šarec                                    | Inexistant                |

## Résultats

### Nationaux
|                           |                                                |                                  |                                  |                                  |        |               |  |  |
| Parti                     | Parti                                          | Voix                             | %                                | +/-                              | Sièges | +/-           |  |  |
|                           | Parti démocratique slovène (SDS)               | 222 042                          | 24,92                            | 4,21                             | 25     | 4             |  |  |
|                           | Liste de Marjan Šarec (LMŠ)                    | 112 250                          | 12,36                            | Nv.                              | 13     | 13            |  |  |
|                           | Sociaux-démocrates (SD)                        | 88 524                           | 9,93                             | 3,95                             | 10     | 4             |  |  |
|                           | Parti du centre moderne (SMC)                  | 86 868                           | 9,75                             | 24,74                            | 10     | 26            |  |  |
|                           | La Gauche (Levica)                             | 83 108                           | 9,33                             | 3,36                             | 9      | 3             |  |  |
|                           | Nouvelle Slovénie – Chrétiens-démocrates (NSi) | 63 792                           | 7,16                             | 1,57                             | 7      | 2             |  |  |
|                           | Parti d'Alenka Bratušek (SAB)                  | 45 492                           | 5,11                             | 0,73                             | 5      | 1             |  |  |
|                           | Parti démocrate des retraités slovènes (DeSUS) | 43 889                           | 4,93                             | 5,25                             | 5      | 5             |  |  |
|                           | Parti national slovène (SNS)                   | 37 182                           | 4,17                             | 1,97                             | 4      | 4             |  |  |
|                           | Parti populaire slovène (SLS)                  | 23 329                           | 2,62                             | 1,33                             | 0      | en stagnation |  |  |
|                           | Parti pirate de Slovénie (sl) (PSS)            | 19 182                           | 2,15                             | 0,81                             | 0      | en stagnation |  |  |
|                           | Bon pays (sl) (DD)                             | 13 540                           | 1,52                             | Nv.                              | 0      | en stagnation |  |  |
|                           | Andrej Čuš et Les Verts de Slovénie (AČZS)     | 9 708                            | 1,09                             | 0,56                             | 0      | en stagnation |  |  |
|                           | Liste de Bojan Požar (LNBP)                    | 7 835                            | 0,88                             | Nv.                              | 0      | en stagnation |  |  |
|                           | Pour une société en santé (ZD)                 | 5 548                            | 0,62                             | Nv.                              | 0      | en stagnation |  |  |
|                           | Slovénie unie (ZSi)                            | 5 287                            | 0,59                             | Nv.                              | 0      | en stagnation |  |  |
|                           | Unité à gauche (ZL-DSD)                        | 5 072                            | 0,57                             | Nv.                              | 0      | en stagnation |  |  |
|                           | Mouvement Ensemble en avant (GSN)              | 4 345                            | 0,49                             | Nv.                              | 0      | en stagnation |  |  |
|                           | Sauvons la Slovénie des élites (ReSET)         | 3 672                            | 0,41                             | Nv.                              | 0      | en stagnation |  |  |
|                           | Parti de l'activité économique (GAS)           | 3 132                            | 0,35                             | Nv.                              | 0      | en stagnation |  |  |
|                           | Solidarité                                     | 2 184                            | 0,25                             | Nv.                              | 0      | en stagnation |  |  |
|                           | Autres                                         | 5 116                            | 0,57                             | –                                | 0      | en stagnation |  |  |
|                           | Minorités hongroise et italienne               | Minorités hongroise et italienne | Minorités hongroise et italienne | Minorités hongroise et italienne | 2      | en stagnation |  |  |
|                           |                                                |                                  |                                  |                                  |        |               |  |  |
| Suffrages exprimés        | Suffrages exprimés                             | 891 097                          | 98,85                            |                                  |        |               |  |  |
| Votes blancs et invalides | Votes blancs et invalides                      | 10 357                           | 1,15                             |                                  |        |               |  |  |
| Total                     | Total                                          | 901 454                          | 100                              | –                                | 90     | en stagnation |  |  |
| Abstentions               | Abstentions                                    | 811 222                          | 47,37                            |                                  |        |               |  |  |
| Inscrits/Participation    | Inscrits/Participation                         | 1 712 676                        | 52,63                            |                                  |        |               |  |  |

### Minorités
Pour la communauté italienne, Felice Žiža succède à Roberto Battelli, tandis que Ferenc Horvath succède à Laszlo Göncz, comme représentant de la communauté hongroise.
| Minorité italienne   | Minorité italienne | Minorité italienne |                      | Minorité hongroise | Minorité hongroise | Minorité hongroise |
| Candidats            | Voix               | %                  | Candidats            | Voix               | %                  |                    |
| -------------------- | ------------------ | ------------------ | -------------------- | ------------------ | ------------------ | ------------------ |
| Felice Žiža          | 2 511              | 44,78              | Ferenc Horvath       | 4 193              | 60,20              |                    |
| Mauricio Tremul      | 2 095              | 37,36              | Gabriela Sobočan     | 2 772              | 39,80              |                    |
| Bruno Orlando        | 1 001              | 17,85              |                      |                    |                    |                    |
| Total                | 5 607              | 100                | Total                | 6 965              | 100                |                    |
|                      |                    |                    |                      |                    |                    |                    |
| Votes valides        | 1 428              | 98,69              | Votes valides        | 3 001              | 98,62              |                    |
| Votes blancs et nuls | 19                 | 1,31               | Votes blancs et nuls | 42                 | 1,38               |                    |
| Total                | 1 447              | 100                | Total                | 3 043              | 100                |                    |

## Analyse
Le scrutin voit la victoire du Parti démocratique slovène (SDS) de Janez Janša, auteur d'une campagne populiste aux accents nationalistes et xénophobes, tandis que le Parti du centre moderne (SMC) du président du gouvernement Miro Cerar s'effondre. Bien qu'arrivé deuxième avec son propre parti (LMŠ), l'ancien comédien Marjan Šarec semble le plus à même de réunir une majorité. Il indique ne pas avoir l'intention de former une coalition avec le SDS.

## Conséquences
Šarec annonce le 6 août la conclusion d'un accord de coalition pour former un gouvernement minoritaire entre la LMŠ, les Sociaux-démocrates (SD), le SMC, le Parti d'Alenka Bratušek (SAB) et le Parti des retraités (DeSUS). Cette alliance bénéficiant de 43 députés compterait avec le soutien sans participation des neuf députés La Gauche (Levica). Il est effectivement investi dix jours plus tard par l'Assemblée nationale, par 55 voix favorables. Son cabinet obtient la confiance des parlementaires le 13 septembre suivant, avec 45 voix pour et 34 contre.
Composition de la majorité parlementaire :
| Majorité absolue |    |     |     |       |        |            |
| ↓                |    |     |     |       |        |            |
| 13               | 10 | 10  | 5   | 5     | 9      | 38         |
| LMŠ              | SD | SMC | SAB | DeSUS | Levica | Opposition |